# باشگاه ورزشی آشیانه
باشگاه ورزشی آشیانه یک باشگاه فوتبال، بسکتبال و والیبال در افغانستان است که در سال ۱۹۸۵ به عنوان تیمی از کارگران شهر قندوز تأسیس شد. این تیم تحت نظر حزب کمونیست (مائوئیست) افغانستان اداره می‌شود.